# Jacqueline Cako
Jacqueline Cako (nascida em 30 de agosto de 1991) é uma jogadora norte-americana de tênis, detentora de dois títulos de simples e oito títulos de duplas, conquistadas na carreira em torneios da Federação Internacional de Tênis (FIT). No dia 12 de julho de 2010, alcançou seu melhor ranking mundial de simples ao ocupar o número 369 e alcançou a 169.ª posição no ranking mundial de duplas.